# Araniella mithra
Araniella mithra es una especie de araña tejedora de orbe del género Araniella, de la familia Araneidae, orden Araneae. Fue descrita por Zamani, Marusik & Šestáková en 2020.
Se distribuye por Asia: Irán. Fue publicada en On Araniella and Neoscona (Araneae, Araneidae) of the Caucasus, Middle East and Central Asia. ZooKeys 906: 13-40.